# Happier (棉花糖和巴士底乐队歌曲)
《Happier》是美国音乐制作人棉花糖和英国巴士底乐队合作的单曲。歌曲由棉花糖填词作曲并制作，丹·史密斯和史蒂夫·马克作词，于2018年8月17日通过星沃克唱片发行。〈Happier〉在英國單曲排行榜和美国《公告牌》百强单曲榜均排名次席，因此成为棉花糖在英国和美国排名最高的单曲，也是巴士底乐队在两国的最高排名单曲，超过了其2013年单曲《庞贝》，《庞贝》在美国《公告牌》百强单曲榜最高排名第五，在英国单曲排行榜最高排名第二。〈Happier〉有27周排在百强单曲榜前十名，目前也保持着《公告牌》舞曲/电子歌曲榜的最长在榜周数纪录，截至2020年1月，歌曲的上榜时间长达69周。
在2018年MTV欧洲音乐大奖上，棉花糖和安-瑪莉现场演唱了〈只是朋友〉，随后他同巴士底乐队演唱了〈Happier〉。
〈Happier〉在《公告牌》百强单曲榜十年榜（2010年－2019年）中排名第33位，这也是所有未登顶百强单曲榜周榜歌曲的最高排名。

## 背景
巴士底乐队的主唱丹·史密斯（Dan Smith）原本为贾斯汀·比伯创作了〈Happier〉，但乐队最终决定自己保留下来。“我们在为其他艺人及自己制作专辑和混音带的过程中非常开心，”史密斯告诉《新音乐快递》，“去年我们写了〈Happier〉，大家都很激动，我们认为与别人合作的效果会更好。和棉花糖共事非常有趣，他成功在一首相当忧郁，直接的歌曲中找到了兴奋的感觉。能走进别人的世界，就算是一分钟也总是好的，我们很高兴能成为其中一部分。”〈Happier〉以F大調創作，每分鐘100拍，丹·史密斯（Dan Smith）的音域範圍位在D4至A5。

## 评论及争议
〈Happier〉是一首欢快的流行歌曲，借鉴了流行摇滚的元素。在歌词上，歌曲讲述了“一方还没想接受就已经结束的爱情故事”。《公告牌》的凯特·贝因（Kat Bein）认为这首歌“听起来更像他的电台前卫歌曲”。
2019年5月，俄罗斯出神音乐制作人Arty以〈Happier〉盗用了其在共和世代歌曲《I Lived》混音版中制作的歌曲元素为由，对棉花糖提起侵权诉讼。诉讼资料显示，棉花糖可能已经熟悉了Arty在2014年发行的混音版歌曲，并在其新歌〈Happier〉中使用了抄袭的歌曲元素，而该歌曲直到2015年才首次发行。除了棉花糖，本案的其他被告还包括丹尼尔·坎贝尔·史密斯（Daniel Campbell Smith）、史蒂夫·马克（Steve Mac）以及多家音乐出版公司。Arty委托了律师理查德·布施（Richard Busch），他曾代理过马文·盖伊家族的《模糊界线》诉讼案。

## 音乐视频
〈Happier〉共发布了三部音乐视频。歌词视频最先发布，随后发布了表演视频，棉花糖演奏乐器，丹·史密斯唱歌跳舞，两人分属不同画面中，仅在视频最后才同框。2018年9月24日，棉花糖通过YouTube Premiere发布了官方MV，主演米蘭達·蔻思葛芙饰演戴牙套的女孩，提亚拉·邓恩和乔丁·琼斯（Jordyn Jones）扮演足球队员，詹姆斯·巴布森（James Babson）扮演父亲。视频以蔻思葛芙在生日派对上收到一只小狗开始，她被同学们欺凌，并在后来失去了陪伴她童年的宠物狗。在视频结尾，已是中年妇女的蔻思葛芙为自己女儿举办了一场生日派对，在派对上，她的父亲送给孙女一只狗作为礼物。黄颜色和棉花糖标志贯穿了整个视频，但他和巴士底乐队成员始终没有出现在其中，视频由梅塞德斯·布赖斯·摩根（Mercedes Bryce Morgan）执导，史蒂夫·盖纳拍摄。

### 概要
故事发生于女孩的生日派对，她因为没有喜欢的礼物而不是很高兴，但当家人送给她一只小狗时，她非常开心，给狗狗戴上了蝴蝶结并拍照留念。入学后，女孩想要加入足球队，但直到最后才由教练选中。在拍照时，她被同学们排挤，并因戴了牙套而遭到嘲笑。女孩很伤心并退出了队伍，待在家里和狗玩耍，不过她却意外发现狗生病了。几个月后，狗的病情仍未好转，于是一家人带它去看兽医，兽医和女孩父亲私下进行了交谈并说明了情况，父亲向女孩解释，然后带着狗进入了手术室。若干年后，女孩已经成家并有了一个女儿，当孩子的爷爷送给她一只小狗作为生日礼物时，她非常开心，给狗狗戴上了蝴蝶结并拍照留念，就像当年她的母亲一样。

## 曲目列表
| 数字下载 | 数字下载 | 数字下载 |
| 曲序     | 曲目     | 时长     |
| -------- | -------- | -------- |
| 1.       | Happier  | 3:34     |

| 数字下载 – 原声版 | 数字下载 – 原声版   | 数字下载 – 原声版 |
| 曲序              | 曲目                | 时长              |
| ----------------- | ------------------- | ----------------- |
| 1.                | Happier（Stripped） | 4:10              |

| CD单曲 | CD单曲                            | CD单曲 |
| 曲序   | 曲目                              | 时长   |
| ------ | --------------------------------- | ------ |
| 1.     | Happier                           | 3:34   |
| 2.     | Happier（Breathe Carolina Remix） | 2:38   |

| 数字下载 – 混音版EP | 数字下载 – 混音版EP               | 数字下载 – 混音版EP |
| 曲序                | 曲目                              | 时长                |
| ------------------- | --------------------------------- | ------------------- |
| 1.                  | Happier（Frank Walker Remix）     | 3:16                |
| 2.                  | Happier（Breathe Carolina Remix） | 2:38                |
| 3.                  | Happier（Spence Remix）           | 3:15                |
| 4.                  | Happier（Blanke Remix）           | 3:21                |

| 数字下载 – 混音版EP（第二卷） | 数字下载 – 混音版EP（第二卷）       | 数字下载 – 混音版EP（第二卷） |
| 曲序                          | 曲目                                | 时长                          |
| ----------------------------- | ----------------------------------- | ----------------------------- |
| 1.                            | Happier（Jauz Remix）               | 4:03                          |
| 2.                            | Happier（Svdden Death Remix）       | 4:48                          |
| 3.                            | Happier（West Coast Massive Remix） | 3:28                          |
| 4.                            | Happier（Matt Medved Remix）        | 2:50                          |
| 5.                            | Happier（Hikeii Remix）             | 3:06                          |
| 6.                            | Happier（Tim Gunter Remix）         | 3:31                          |

## 制作人员
认证来自于Tidal。
- 棉花糖 – 制作，词曲
- 巴士底樂團 – 人声，词曲
- 罗班·弗洛朗（Robin Florent） – 混音助理
- 斯科特·德马雷（Scott Desmarais） – 混音助理
- 米歇尔·曼西尼（Michelle Mancini） – 主工程
- 克里斯·加兰（Chris Galland） – 混音工程
- 曼尼·马洛昆（英语：Manny Marroquin） – 混音
- 史蒂夫·马克 – 人声制作

## 榜单
| 榜单（2018年－2020年）                       | 最高排名 |
| -------------------------------------------- | -------- |
| 阿根廷（阿根廷百强单曲榜）                   | 58       |
| 澳大利亚（澳大利亚唱片业协会單曲榜）         | 3        |
| 奥地利（Ö3四十强单曲榜）                     | 5        |
| 比利时佛兰德（Ultratop五十强单曲榜）         | 7        |
| 比利时瓦隆（Ultratop五十强单曲榜）           | 5        |
| 玻利维亚（拉美監控）                         | 7        |
| 巴西（巴西百强单曲榜）                       | 57       |
| 加拿大（Canadian Hot 100）                   | 2        |
| 加拿大（《告示牌》Canada AC）                | 4        |
| 加拿大（《告示牌》Canada CHR）               | 1        |
| 加拿大（《告示牌》Canada Hot AC）            | 1        |
| 加拿大（《告示牌》Canada Rock）              | 36       |
| 哥伦比亚（國家報告）                         | 50       |
| 克罗地亚（克羅地亞廣播電視台）               | 6        |
| 捷克共和國（電台百大單曲榜）                 | 22       |
| 捷克共和國（百強數位單曲榜）                 | 5        |
| 丹麥（Hitlisten单曲榜）                      | 9        |
| 歐洲（《告示牌》Euro Digital Song Sales）    | 6        |
| 芬兰（芬蘭官方單曲榜）                       | 19       |
| 法国（法國唱片出版業公會單曲榜）             | 24       |
| 9                                            |          |
| 德国（官方德国榜单舞曲榜）                   | 3        |
| 全球（Billboard Global 200）                 | 159      |
| 匈牙利（四十强电台榜）                       | 5        |
| 匈牙利（四十強單曲榜）                       | 24       |
| 匈牙利（四十強串流榜）                       | 5        |
| 愛爾蘭（愛爾蘭唱片音樂協會单曲榜）           | 2        |
| 意大利（意大利音乐产业联盟单曲榜）           | 11       |
| 日本（Japan Hot 100）                        | 44       |
| 拉脱维亚（拉脱维亚四十强单曲榜）             | 1        |
| 黎巴嫩（黎巴嫩官方二十强榜）                 | 1        |
| 马来西亚（马来西亚唱片业协会）               | 3        |
| 墨西哥（《公告牌》墨西哥电台榜）             | 1        |
| 墨西哥（《公告牌》墨西哥英格尔斯电台榜）     | 2        |
| 荷兰（荷蘭四十強單曲榜）                     | 5        |
| 荷兰（百强单曲榜）                           | 5        |
| 新西兰（新西兰唱片音乐协会单曲榜）           | 3        |
| 挪威（世道單曲榜）                           | 7        |
| 波蘭（波蘭百大電台榜）                       | 57       |
| 葡萄牙（葡萄牙唱片業協會单曲榜）             | 5        |
| 波多黎各（拉美监控）                         | 12       |
| 罗马尼亚（百强电台榜）                       | 18       |
| 蘇格蘭（官方榜单公司單曲榜）                 | 5        |
| 塞尔维亚（Radiomonitor）                     | 2        |
| 新加坡（新加坡唱片業協會）                   | 1        |
| 斯洛伐克（電台百大單曲榜）                   | 18       |
| 斯洛伐克（百強數位單曲榜）                   | 7        |
| 斯洛文尼亚（SloTop50）                       | 5        |
| 西班牙（西班牙音樂製作協會）                 | 34       |
| 瑞典（瑞典最熱榜）                           | 4        |
| 瑞士（瑞士热门音乐榜）                       | 10       |
| 英國（官方榜单公司單曲榜）                   | 2        |
| 美国（《告示牌》百大單曲榜）                 | 2        |
| 美國（《告示牌》Adult Alternative Songs）    | 28       |
| 美國（《告示牌》成人當代單曲榜）             | 8        |
| 美國（《告示牌》Adult Pop Airplay）          | 2        |
| 美國（《告示牌》Alternative Airplay）        | 1        |
| 美國（《告示牌》Dance Club Songs）           | 1        |
| 美國（《告示牌》Hot Dance/Electronic Songs） | 1        |
| 美國（《告示牌》Pop Airplay）                | 1        |
| 美國（《告示牌》Rhythmic Songs）             | 39       |
| 美國（《告示牌》Rock Airplay）               | 2        |
| 美国（《滾石》百大單曲榜）                   | 55       |
| 委内瑞拉（國家報告）                         | 23       |

| 榜单（2019年）                 | 最高排名 |
| ------------------------------ | -------- |
| 巴西（巴西唱片業協會流媒体榜） | 44       |

| 榜单（2018年）                       | 排名 |
| ------------------------------------ | ---- |
| 澳大利亚（澳大利亚唱片业协会单曲榜） | 33   |
| 奥地利（Ö3四十强单曲榜）             | 29   |
| 比利时佛兰德（Ultratop五十强单曲榜） | 56   |
| 比利时瓦隆（Ultratop五十强单曲榜）   | 70   |
| 加拿大（加拿大百强单曲榜）           | 68   |
| 丹麦（Tracklisten）                  | 68   |
| 爱沙尼亚（爱沙尼亚四十强单曲榜）     | 64   |
| 德国（官方德国榜单）                 | 78   |
| 荷兰（荷兰四十强单曲榜）             | 21   |
| 荷兰（百强单曲榜）                   | 43   |
| 葡萄牙（葡萄牙唱片业协会）           | 44   |
| 瑞典（瑞典最热榜）                   | 53   |
| 瑞士（瑞士热门音乐榜）               | 64   |
| 英国（官方榜单公司单曲榜）           | 62   |
| 美国（《公告牌》百强单曲榜）         | 80   |
| 美国（《公告牌》另类歌曲榜）         | 31   |
| 美国（《公告牌》舞曲/电音歌曲榜）    | 7    |
| 美国（《公告牌》主流四十强单曲榜）   | 45   |
| 美国（《公告牌》摇滚电台榜）         | 33   |
| 榜单（2019年）                       | 排名 |
| 澳大利亚（澳大利亚唱片业协会单曲榜） | 21   |
| 比利时佛兰德（Ultratop五十强单曲榜） | 43   |
| 比利时瓦隆（Ultratop五十强单曲榜）   | 82   |
| 加拿大（加拿大百强单曲榜）           | 5    |
| 丹麦（Tracklisten）                  | 64   |
| 法国（法国唱片出版业公会单曲榜）     | 127  |
| 法国（法国唱片出版业公会单曲榜）     | 80   |
| 匈牙利（四十强电台榜）               | 58   |
| 匈牙利（四十强单曲榜）               | 90   |
| 意大利（意大利音乐产业联盟）         | 52   |
| 拉脱维亚（国际唱片业协会）           | 39   |
| 荷兰（百强单曲榜）                   | 91   |
| 新西兰（新西兰唱片音乐协会）         | 24   |
| 葡萄牙（葡萄牙唱片业协会）           | 31   |
| 罗马尼亚（百强电台榜）               | 82   |
| 斯洛文尼亚（SloTop50）               | 41   |
| 瑞典（瑞典最热榜）                   | 58   |
| 瑞士（瑞士热门音乐榜）               | 48   |
| 英国（官方榜单公司单曲榜）           | 37   |
| 美国（《公告牌》百强单曲榜）         | 6    |
| 美国（《公告牌》当代成人单曲榜）     | 21   |
| 美国（《公告牌》成人四十强单曲榜）   | 8    |
| 美国（《公告牌》另类歌曲榜）         | 3    |
| 美国（《公告牌》舞曲/电音歌曲榜）    | 1    |
| 美国（《公告牌》主流四十强单曲榜）   | 16   |
| 美国（《公告牌》电台歌曲榜）         | 6    |
| 美国（《公告牌》摇滚电台榜）         | 3    |
| 美国（《滚石》百强单曲榜）           | 28   |

| 榜单（2010年－2019年）            | 排名 |
| --------------------------------- | ---- |
| 美国（《公告牌》百强单曲榜）      | 33   |
| 美国（《公告牌》舞曲/电音歌曲榜） | 1    |

## 认证
| 地區                                                       | 认证    | 认证单位/销量 |
| ---------------------------------------------------------- | ------- | ------------- |
| 澳大利亚（澳大利亚唱片业协会）                             | 6× 白金 | 420,000‡      |
| 奥地利（國際唱片業協會奧地利分會）                         | 金      | 15,000‡       |
| 比利时（比利時唱片音樂協會）                               | 白金    | 40,000‡       |
| 加拿大（加拿大音乐协会）                                   | 6× 白金 | 480,000‡      |
| 丹麦（國際唱片業協會丹麥分會）                             | 白金    | 90,000‡       |
| 法国（法國唱片出版業公會）                                 | 金      | 100,000‡      |
| 德国（聯邦音樂產業協會）                                   | 白金    | 400,000‡      |
| 意大利（意大利音乐产业联盟）                               | 2× 白金 | 100,000‡      |
| 墨西哥（墨西哥音像製品協會）                               |         | 60,000‡       |
| 新西兰（新西兰唱片音乐协会）                               | 2× 白金 | 60.000‡       |
| 葡萄牙（葡萄牙唱片業協會）                                 | 3× 白金 | 30,000‡       |
| 西班牙（西班牙音樂製作協會）                               | 白金    | 40,000‡       |
| 英国（英国唱片业协会）                                     | 2× 白金 | 1,200,000‡    |
| 美国（美國唱片業協會）                                     | 6× 白金 | 6,000,000‡    |
| 流媒体                                                     |         |               |
| 瑞典（瑞典唱片業協會）                                     | 3× 白金 | 24,000,000†   |
| *僅含認證的實際銷量 ^僅含認證的出貨量 ‡僅含認證的+實際銷量 |         |               |

## 奖项
| 年份 | 奖项           | 作品    | 类别              | 结果 | 参考            |
| ---- | -------------- | ------- | ----------------- | ---- | --------------- |
| 2019 | 国际舞蹈音乐奖 | Happier | 最佳流行/电子歌曲 | 獲獎 | [ 149 ] [ 150 ] |

## 发行历史
| 国家和地区 | 日期           | 格式         | 唱片公司           | 版本                                    | 参考    |
| ---------- | -------------- | ------------ | ------------------ | --------------------------------------- | ------- |
| 全球       | 2018年8月17日  | 数字下载     | 原版               | 星沃克 （ 英语 ： Astralwerks） Joytime Collective | [ 16 ]  |
| 美国       | 2018年8月21日  | 當代流行電台 | 原版               | 星沃克 国会                             | [ 151 ] |
| 全球       | 2018年10月19日 | 数字下载     | 混音版EP           | 星沃克 Joytime Collective               | [ 18 ]  |
| 全球       | 2018年11月9日  | 数字下载     | 原声版             | 星沃克 Joytime Collective               | [ 152 ] |
| 德国       | 2018年11月23日 | CD单曲       | 原版               | 环球                                    | [ 17 ]  |
| 全球       | 2018年11月30日 | 数字下载     | 混音版EP（第二卷） | 星沃克 Joytime Collective               | [ 19 ]  |